# Pínax

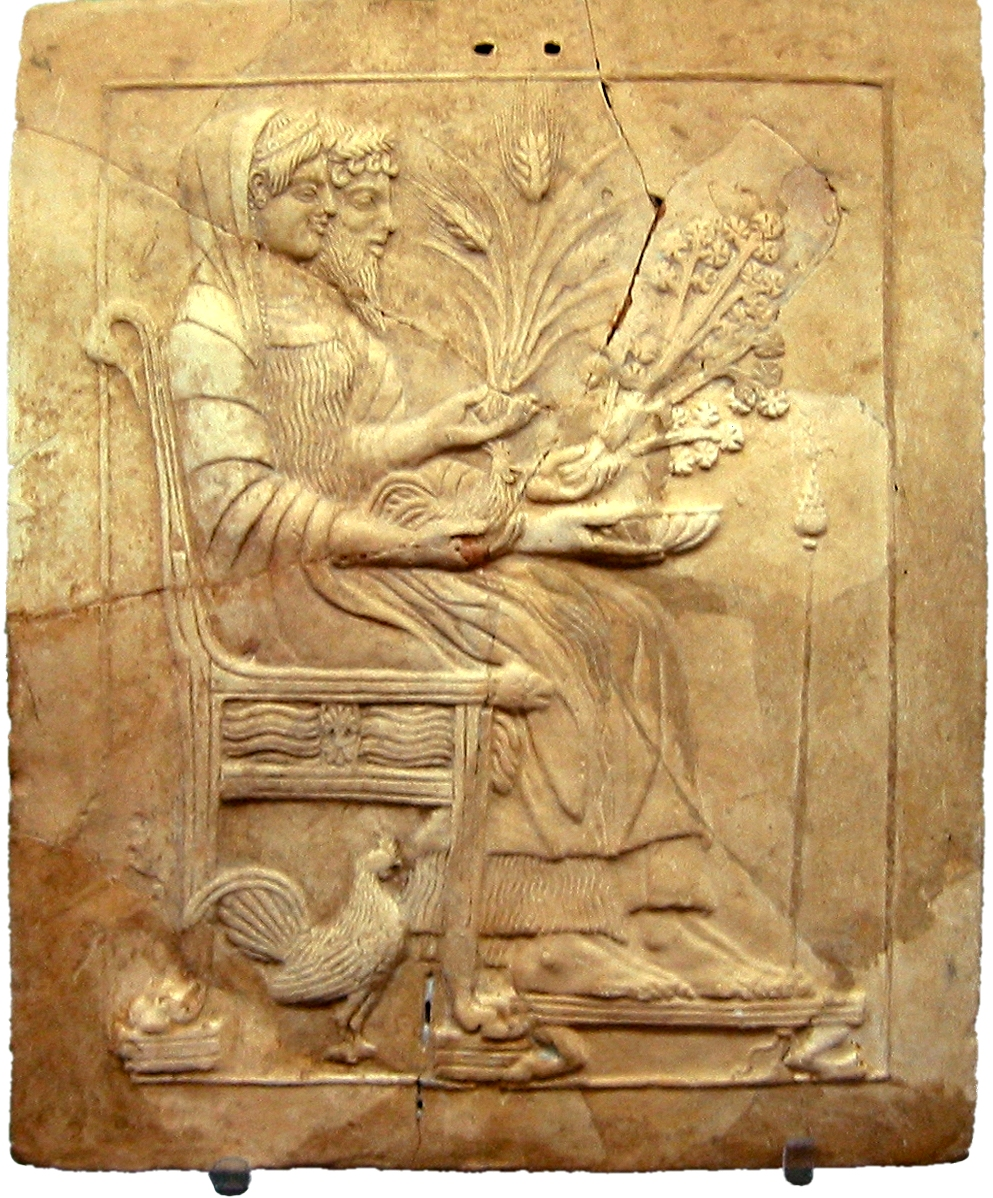
Pínax de Persèfone i Hades de Locri (Museo Nazionale di Reggio di Calabria)

Dins de la cultura de l'antiga Grècia i la Magna Grècia, un pínax (πίναξ) (en plural pínakes - πίνακες), o «taula», és una tauleta votiva de fusta pintada, terracota, marbre o bronze, que es feia servir com a objecte votiu, dipositat en un santuari, o com a article commemoratiu, tot fixant-lo dins d'una cambra mortuòria. En la vida quotidiana, pínax també podia indicar una tauleta per a escriure, recoberta amb cera. En un context cristià, les icones («imatges») pintades són pínakes. En el teatre de l'antiga Grècia, eren imatges acolorides, ja sigui tallades en pedra o fusta, o fins i tot fabricades amb tela, que es penjaven com a fons a les escenes.
Els pínakes de marbre s'esculpien individualment, mentre que els de terracota es realitzaven en motlles, i els de bronze podien crear-se en forma repetitiva a partir d'un model al qual se li prenia un motlle de cera i resina, seguint la tècnica anomenada model a la cera perduda. A Locri, s'hi han recuperat milers de pínakes acuradament sepultats que, majoritàriament, van pertànyer als santuaris de Persèfone o d'Afrodita.
L'arquitecte romà Vitruvi esmenta la presència de pínakes a les cel·les dels temples, i fins i tot com a possessió de les persones. Aquestes col·leccions s'anomenaven pinacoteques, que actualment és el terme modern per designar un museu d'art, com per exemple l'Alte Pinakothek de Múnic.
Cal·límac de Cirene, poeta i curador de la Biblioteca d'Alexandria, va confeccionar una mena d'índex o «mapa pictòric» del contingut de la biblioteca, el qual va anomenar Pínakes.
Els pínakes són un tret característic de les col·leccions clàssiques pertanyents als museus més extensos.